# Inuvik
Inuvik (inuktitut: Lugar del hombre), es un pueblo en los Territorios del Noroeste de Canadá y es el centro administrativo para la región Inuvik.
La población para el censo de 2006 fue 3.484 pero los últimos dos censos muestran amplias fluctuaciones debido a las condiciones económicas: 2.894 en 2001 y 3.296 en 1996. En 2011, la población era de 3.463 habitantes, lo que indica un aumento considerable de la población en contraste con los censos anteriores.

## Clima
| Parámetros climáticos promedio de Aeropuerto de Inuvik (1981–2010) | Parámetros climáticos promedio de Aeropuerto de Inuvik (1981–2010) | Parámetros climáticos promedio de Aeropuerto de Inuvik (1981–2010) | Parámetros climáticos promedio de Aeropuerto de Inuvik (1981–2010) | Parámetros climáticos promedio de Aeropuerto de Inuvik (1981–2010) | Parámetros climáticos promedio de Aeropuerto de Inuvik (1981–2010) | Parámetros climáticos promedio de Aeropuerto de Inuvik (1981–2010) | Parámetros climáticos promedio de Aeropuerto de Inuvik (1981–2010) | Parámetros climáticos promedio de Aeropuerto de Inuvik (1981–2010) | Parámetros climáticos promedio de Aeropuerto de Inuvik (1981–2010) | Parámetros climáticos promedio de Aeropuerto de Inuvik (1981–2010) | Parámetros climáticos promedio de Aeropuerto de Inuvik (1981–2010) | Parámetros climáticos promedio de Aeropuerto de Inuvik (1981–2010) | Parámetros climáticos promedio de Aeropuerto de Inuvik (1981–2010) |
| Mes                                                                | Ene.                                                               | Feb.                                                               | Mar.                                                               | Abr.                                                               | May.                                                               | Jun.                                                               | Jul.                                                               | Ago.                                                               | Sep.                                                               | Oct.                                                               | Nov.                                                               | Dic.                                                               | Anual                                                              |
| ------------------------------------------------------------------ | ------------------------------------------------------------------ | ------------------------------------------------------------------ | ------------------------------------------------------------------ | ------------------------------------------------------------------ | ------------------------------------------------------------------ | ------------------------------------------------------------------ | ------------------------------------------------------------------ | ------------------------------------------------------------------ | ------------------------------------------------------------------ | ------------------------------------------------------------------ | ------------------------------------------------------------------ | ------------------------------------------------------------------ | ------------------------------------------------------------------ |
| Temp. máx. abs. (°C)                                               | 7.1                                                                | 5.2                                                                | 6.1                                                                | 15.3                                                               | 30.4                                                               | 32.8                                                               | 32.8                                                               | 32.5                                                               | 26.2                                                               | 20.9                                                               | 10.6                                                               | 5.0                                                                | 32.8                                                               |
| Temp. máx. media (°C)                                              | -22.8                                                              | -20.9                                                              | -16.8                                                              | -6.3                                                               | 5.2                                                                | 17.7                                                               | 19.5                                                               | 16.0                                                               | 7.9                                                                | -4.3                                                               | -17.1                                                              | -20.0                                                              | -3.5                                                               |
| Temp. media (°C)                                                   | -26.9                                                              | -25.5                                                              | -22.3                                                              | -11.8                                                              | 0.4                                                                | 11.6                                                               | 14.1                                                               | 11.0                                                               | 3.9                                                                | -7.6                                                               | -21.1                                                              | -24.1                                                              | -8.2                                                               |
| Temp. mín. media (°C)                                              | -31.0                                                              | -30.1                                                              | -27.7                                                              | -17.4                                                              | -4.5                                                               | 5.5                                                                | 8.6                                                                | 5.9                                                                | -0.1                                                               | -10.9                                                              | -25.0                                                              | -28.2                                                              | -12.9                                                              |
| Temp. mín. abs. (°C)                                               | -54.4                                                              | -56.7                                                              | -50.6                                                              | -46.1                                                              | -27.8                                                              | -6.1                                                               | -3.3                                                               | -6.1                                                               | -20.1                                                              | -35.0                                                              | -46.1                                                              | -50.0                                                              | -56.7                                                              |
| Precipitación total (mm)                                           | 12.5                                                               | 13.1                                                               | 11.9                                                               | 9.8                                                                | 17.3                                                               | 17.3                                                               | 35.0                                                               | 39.4                                                               | 29.3                                                               | 24.4                                                               | 16.0                                                               | 14.8                                                               | 240.6                                                              |
| Lluvias (mm)                                                       | 0.1                                                                | 0.0                                                                | 0.0                                                                | 0.6                                                                | 5.9                                                                | 15.5                                                               | 35.0                                                               | 36.4                                                               | 20.3                                                               | 0.9                                                                | 0.0                                                                | 0.0                                                                | 114.5                                                              |
| Nevadas (cm)                                                       | 15.4                                                               | 16.4                                                               | 14.8                                                               | 11.7                                                               | 14.2                                                               | 1.9                                                                | 0.0                                                                | 3.1                                                                | 10.4                                                               | 30.1                                                               | 21.3                                                               | 19.4                                                               | 158.6                                                              |
| Días de precipitaciones (≥ 0.2 mm)                                 | 9.9                                                                | 10.9                                                               | 11.2                                                               | 7.6                                                                | 7.6                                                                | 8.1                                                                | 11.6                                                               | 14.4                                                               | 13.0                                                               | 13.6                                                               | 11.7                                                               | 10.3                                                               | 129.9                                                              |
| Días de lluvias (≥ 0.2 mm)                                         | 0.1                                                                | 0.1                                                                | 0.1                                                                | 0.3                                                                | 2.5                                                                | 7.1                                                                | 10.8                                                               | 13.9                                                               | 8.9                                                                | 1.0                                                                | 0.0                                                                | 0.1                                                                | 44.7                                                               |
| Días de nevadas (≥ 0.2 cm)                                         | 10.3                                                               | 11.6                                                               | 11.8                                                               | 8.0                                                                | 6.2                                                                | 1.4                                                                | 0.1                                                                | 1.3                                                                | 5.1                                                                | 14.1                                                               | 12.1                                                               | 11.2                                                               | 93.0                                                               |
| Horas de sol                                                       | 7.3                                                                | 65.2                                                               | 174.1                                                              | 248.7                                                              | 295.0                                                              | 375.1                                                              | 339.8                                                              | 216.2                                                              | 109.4                                                              | 50.2                                                               | 17.8                                                               | 0.0                                                                | 1898.8                                                             |
| Humedad relativa (%)                                               | 67.3                                                               | 65.4                                                               | 58.0                                                               | 59.3                                                               | 59.9                                                               | 49.3                                                               | 56.3                                                               | 63.2                                                               | 68.8                                                               | 78.6                                                               | 74.0                                                               | 69.7                                                               | 64.2                                                               |
| Fuente: Environment Canada (Sunshine 1951–1980)                    |                                                                    |                                                                    |                                                                    |                                                                    |                                                                    |                                                                    |                                                                    |                                                                    |                                                                    |                                                                    |                                                                    |                                                                    |                                                                    |